# Iphinopsis
Iphinopsis is een geslacht van weekdieren uit de klasse van de Gastropoda (slakken).

## Soorten
- Iphinopsis alba Bouchet & Warén, 1985
- Iphinopsis bathyalis (Okutani, 1964)
- Iphinopsis boucheti Okutani, Hashimoto & Sasaki, 2004
- Iphinopsis choshiensis (Habe, 1958)
- Iphinopsis fuscoapicata Bouchet & Warén, 1985
- Iphinopsis inflata (Friele, 1879)
- Iphinopsis kelseyi (Dall, 1908)
- Iphinopsis kulanda (Garrard, 1975)
- Iphinopsis nuda (Dall, 1927)
- Iphinopsis splendens Simone & Birman, 2006
- Iphinopsis traverseensis (A. H. Clarke, 1961)